# Olympische Winterspiele 2010/Teilnehmer (Belgien)
| Gelbes Symbol für Goldmedaillen mit stilisierten Olympischen Ringen | Graues Symbol für Silbermedaillen mit stilisierten Olympischen Ringen | Braundes Symbol für Bronzemedaillen mit stilisierten Olympischen Ringen |
| ------------------------------------------------------------------- | --------------------------------------------------------------------- | ----------------------------------------------------------------------- |
| —                                                                   | —                                                                     | —                                                                       |

Belgien nahm an den Olympischen Winterspielen 2010 im kanadischen Vancouver mit acht Sportlern in vier Sportarten teil.

## Flaggenträger
Der Eiskunstläufer Kevin van der Perren trug die Flagge Belgiens während der Eröffnungsfeier, der Shorttracker Pieter Gysel bei der Abschlussfeier.

## Teilnehmer nach Sportarten

### Bob
Frauen
- Eva Willemarck / Elfje Willemsen
Zweier: 14. Platz

### Eiskunstlauf

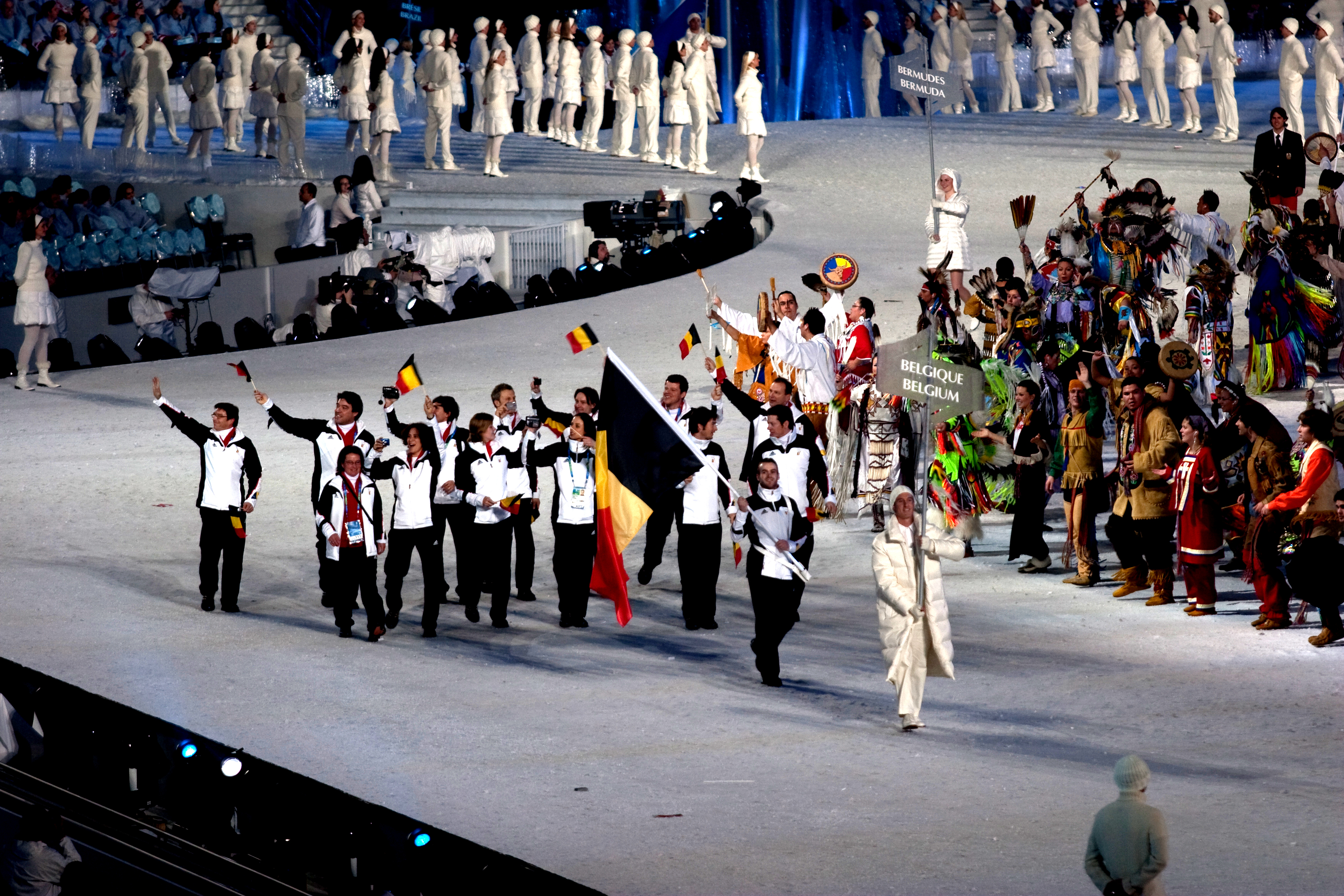
Einmarsch der belgischen Delegation

| Athleten             | Kurzprogramm | Kurzprogramm | Kür           | Kür           | Punkte        | Rang |
| Athleten             | Punkte       | Rang         | Punkte        | Rang          | Punkte        | Rang |
| -------------------- | ------------ | ------------ | ------------- | ------------- | ------------- | ---- |
| Herren               |              |              |               |               |               |      |
| Kevin van der Perren | 72,90        | 12.          | 116,94        | 18.           | 189,84        | 17.  |
| Damen                |              |              |               |               |               |      |
| Isabelle Pieman      | 46,10        | 25.          | ausgeschieden | ausgeschieden | ausgeschieden | 25.  |

### Ski Alpin
| Männer - Bart Mollin Slalom: im 1. Lauf ausgeschieden - Jerke Van den Bogaert Slalom: 34. Platz | Frauen - Karen Persyn Slalom: 27. Platz |

### Shorttrack
Männer
- Pieter Gysel
500 m: 15. Platz
1000 m: 19. Platz
1500 m: 9. Platz